# 韋林斯科耶湖
56°04′N 31°13′E / 56.07°N 31.22°E
韋林斯科耶湖（俄语：Велинское озеро），是俄羅斯的湖泊，位於該國西北部，由普斯科夫州負責管轄，處於庫尼亞區，面積21.3平方公里，平均水深1.5米，最大水深4米。